# 如来寺 (日光市)
如来寺（にょらいじ）は、栃木県日光市にある浄土宗の寺院。山号は星顕山。院号は光明院。本尊は阿弥陀如来。

## 歴史
この寺は室町時代中期に創建。江戸時代には東照宮御造営の際、徳川第三代将軍家光が宿泊するために壮大な御殿が境内に建てられた。
また、安政3年（1856年）には報徳仕法の祖であり、今市の農村を復興した二宮尊徳翁死去の際、葬儀が行われた寺でもある。

## 文化財
日光市指定文化財
- 木造地蔵菩薩立像（車止め地蔵）
- 暁誉上人の五輪塔